# Farin Urlaub
Farin Urlaub, eredeti nevén Jan Vetter (Nyugat-Berlin, 1963. október 27. –) a Die Ärzte alapító tagja, énekes, gitáros. 2001 óta a Die Ärtzte együttestől függetlenül működik, a Farin Urlaub Racing Team együttesével lép fel, és szerzeményeit a FURT égisze alatt jegyzi.

## Ifjúsága
Tizenhét éves koráig anyjával élt a Moabit kerületben, majd egy évig Frohnau-ban. Szülei alacsonyan fizetett közszolgák voltak. Született egy féltestvére, Julia, aki fiatalabb volt Jannál. Édesanyja gyakran hallgatta a The Beatles szerzeményeit és már fiatal korában megismertette Jant a zenével.
Kilencéves korában Jan gitárleckéket kezdett venni egy idősebb hölgytől, aki klasszikus ismereteket tanított neki. A nyári táborokban rendszeresen gitározott. Egy későbbi zenetanára azonban azt a tanácsot adta neki, miszerint bárhová sodorja az élet, és bármihez is kezd, a zenét hanyagolja. Ilyesféle tanácsokat azonban nem fogadott meg.
A frohnaui Victor Gollancz általános iskola után reálgimnáziumba jelentkezett, de a próbaévét a Georg Herwegh gimnáziumban járta a Hermsdorf kerületben és aztán egészen érettségiig ottmaradt. Tizenhat éves korában Jan az osztállyal londoni osztálykiránduláson vett részt, ahonnét punkosra szőkített hajjal tért haza.

## Karrierje korai időszaka
1980-ban a spandaui Ballhausban klubban megismerkedett Dirk Felsenheimerrel, a későbbi Bela B.-ként ismert zenésztársával. A Ballhaus volt azon kevés korabeli klubok egyike volt, ahol punk-rockot játszottak akkoriban. Vetter beszállt Felsenheimer Soilent Grün nevű bandájába, miután annak korábbi gitárosának hangszerét ellopták. 1981-ben, érettségije letétele után Vetter jelentkezett a Freie Universität Berlin régészet szakára, melyet azonban zenei karrierje érdekében abbahagyott. 1982-ben a Soilent Grün feloszlása után Felsenheimerrel és Sahnie-val megalakította a Die Ärtzte együttest.

## A Die Ärzte zenészeként

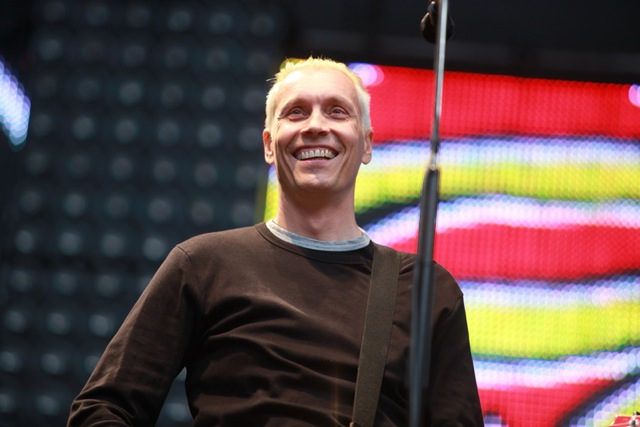
Farin Urlaub egy 2013-as koncerten.

Első lemezszerződésük idején művésznevet kellett választaniuk megválasztásakor, s ekkor Vetter a német Fahr in Urlaub! (Menj szabira!, ill. maliciózusan: Menj a fenébe!) kifejezés mellett döntött, mivel az utazás a hobbija.
1988 az Ärzte pályájának akkori csúcspontján javasolta a feloszlást, és 1989-ben ténylegesen feloszlottak. 1990-ben Urlaub megalapította a King Køng együttest, melyben Uwe Hoffmann dobossal az Ärzte producerével zenélt. Mivel az Ärztés időktől távol akart maradni, ezért a King Kønggal való munka ideje alatt ismét Janként nevezte magát. Az elmaradó siker miatt az együttes abbahagyta a próbálkozást; Farin Urlaub 1999-ben a bandát feloszlottnak nyilvánította. 1993 óta ismét az Ärztével dolgozik, mely javaslatára újra összeállt.
Mivel a Bravo újságban nem volt bizodalma, ezért az első neki adott interjújában polgári nevét „Vetter-Marciniak“-ként adta meg, csak hogy lássa, mennyien ismerik valójában azok közül, akik ezt állítják. A rajongói levelek közül egy ideig a „Vetter-Marciniak“ névre érkezőket konzekvensen olvasatlanul kihajította.
1998-ban a Die Ärzte elhatározta, hogy nem ad több interjút a Bravo-nak, mert egyre gyakrabban követeltek a magánéletükről szóló információkat. Az újság hecckampányba kezdett Farin Urlaub ellen, kijelentve, hogy egy Bravo újságíró autójának nekihajtott, rajongókat vert és általánosságban a „tedd az ellenfeled harcképtelenné” mottója szerint cselekedett. Urlaub a Die Ärzte honlapján válaszolt a vádakra. Noha a Bravo akkori szerkesztőit elbocsátották, a banda továbbra sem működött együtt az újsággal.

## Szólókarrier és a Farin Urlaub Racing Team
Farin Urlaub 2001-ben szólókarrierbe kezdett. 2001-ben kiadta az Endlich Urlaub!, 2005-ben az Am Ende der Sonne, 2008. október 31-én pedig a Die Wahrheit übers Lügen stúdióalbumot. 2006-ban megjelentette a Livealbum of Death, válogatást, melynek számait a 2005-ös Sonnenblumen-of-Death-koncertkörúton rögzítették. A Lass es wie einen Unfall aussehen koncertalbum a 2009-es Krachgarten-koncertsorozat bevágásaival ellátott videókkal végül nem jelentette meg a tervezett DVD formátumban, mert a felvételeken különböző hangsávok anyagát elmosódottan rögzítették és már nem lehetett rekonstruálni az eredeti hangzást.
|  | „[...] a körülmények hihetetlen, de valós együttállása miatt a különben kitűnő vágóanyagot képező „Krachgarten Tour 2009“ hanganyaga elveszett.” |
|  | – Farin Urlaub a Motor Music-kal készült interjúban                                                                                              |

A szerencsétlenség miatt a felvételek zenés film formában 2010 áprilisától ingyen letölthetővé váltak Lass es wie einen Unfall aussehen; címmel (kb. Nézzen ki úgy, mint egy baleset), Norbert Heitker rendezésében. Míg az Endlich Urlaub! és az Am Ende der Sonne stúdióalbumokat legnagyobb részt saját maga játszotta fel, a harmadik szólóalbum, a Die Wahrheit übers Lügen rögzítése az addig kizárólag élőben fellépő Farin Urlaub Racing Team segítségével történt.

## Diszkográfia

### Albumok
- 2001: Endlich Urlaub!
- 2005: Am Ende der Sonne
- 2006: Livealbum Of Death (Farin Urlaub Racing Team)
- 2008: Die Wahrheit Übers Lügen

### Maxik
- Glücklich (2001)
- Sumisu (2001)
- OK (2002)
- Phänomenal egal (2002)
- Dusche (2005)
- Porzellan (2005)
- Sonne (2005)
- Zehn (Farin Urlaub Racing Team;2006)